# Sergio Bani
Sergio Bani, all'anagrafe Dino Bani (La Spezia, 3 aprile 1920 – La Spezia, 9 giugno 1983), è stato un calciatore italiano, di ruolo portiere.

## Carriera
Inizia a giocare nelle giovanili dello Spezia, con cui fa il suo esordio in prima squadra nella stagione 1940-1941, nella quale subisce 23 reti in 17 presenze nel campionato di Serie B 1940-1941. Viene riconfermato sia nella stagione successiva (nella quale subisce 3 reti in 2 partite in Serie B 1941-1942) che nella stagione 1942-1943, nella quale disputa altre 2 partite nella serie cadetta con 7 gol subiti. Rimane nella società ligure anche durante il Campionato Alta Italia 1944, vinto dai bianconeri al termine delle finali contro Venezia e Torino, e contribuendo al successo finale della sua squadra con 9 presenze.
Nell'immediato dopoguerra giocò nell'Ausonia La Spezia.
Nella stagione 1946-1947 ha giocato in Serie B con la Vogherese, totalizzando 41 presenze.
In seguito ha vestito le maglie di Alessandria, Torino, ancora Alessandria, Maceratese, Sarzanese, Migliarinese ed ArsenalSpezia.

## Palmarès

### Club

#### Competizioni nazionali
- Campionato Alta Italia: 1

VV.FF. Spezia: 1944